# Distrito rural de Faragheh
O distrito rural de Faragheh (em persa: دهستان فراغه) localiza-se no distrito Central, da província de Yazd, no Irã. Segundo o censo de 2006, sua população era de 3 102 habitantes, em 884 famílias. O distrito rural possui vinte aldeias.